# 아베 프레보
앙투안 프랑수아 프레보 데그질(프랑스어: Antoine François Prévost d'Exiles, 1697년 4월 1일 ~ 1763년 11월 25일)은 아베 프레보(프랑스어: Abbé Prévost)로 알려진 프랑스의 소설가이다. 귀족 집안에서 태어나 예수회의 교육을 받았다. 큰 뜻을 품고 군에 입대하여 영국으로 건너갔으나, 사랑과 연애로 시간을 보냈다. 나이가 들자 귀국하여 1731년 <한 귀부인의 수기> 20권을 썼다. 그 중 특히 유명한 <마농 레스코>는 제7권에 나온다. 그 밖에 <클레블랑>이라는 소설을 썼으며, 한때는 영국을 소개하기 위한 잡지를 발간하였다.